# Hieracium leptoprenanthes
Hieracium leptoprenanthes es una especie de planta con flor del género Hieracium, de la familia Asteraceae, orden Asterales.

## Distribución
Hieracium leptoprenanthes se distribuye por el Cáucaso del Norte y Transcaucasia.

## Taxonomía
Fue descrita científicamente por Litv. y Zahn.
Tratamiento taxonómico
La especie aparece registrada en una sección de la publicación Repert. Spec. Nov. Regni Veg.